# Marathon van Zürich 2015
De Marathon van Zürich 2015 werd gehouden op zondag 19 april 2015. Het was de dertiende editie van deze marathon. Naast de marathon kende het evenement een wedstrijd over 10 km. 
De marathon werd bij de mannen gewonnen door de Keniaan Edwin Kemboi Kiyeng met een tijd van 2:11.35. Bij de vrouwen zegevierde de Japanse Yoshiko Sakamoto in 2:37.47. Zij had een grote voorsprong op Nicola Spirig uit Zwitserland, die in 2:46.09 als tweede over de finish kwam. 
In totaal finishten 2694 marathonlopers de wedstrijd, waarvan 528 vrouwen. Aan de Cityrun namen 2287 deelnemers deel.

## Wedstrijd
Mannen
| rang   | naam                 | land | tijd    |
| ------ | -------------------- | ---- | ------- |
| Goud   | Edwin Kemboi         | KEN  | 2:11.35 |
| Zilver | Yuki Kawauchi        | JPN  | 2:12.13 |
| Brons  | Gebre Mekuant Ayenew | ETH  | 2:12.17 |
| 4      | Richard Kiprono Bett | KEN  | 2:12.38 |
| 5      | Boaz Kipyego         | KEN  | 2:12.59 |
| 6      | Emanuel Sikuku       | KEN  | 2:13.10 |
| 7      | Edwin Kiprop Korir   | KEN  | 2:13.34 |
| 8      | Robert Ndiwa         | KEN  | 2:13.41 |
| 9      | Aleksej Sokolov      | RUS  | 2:14.45 |
| 10     | Andrey Safronov      | RUS  | 2:15.48 |

Vrouwen
| rang   | naam                | land | tijd    |
| ------ | ------------------- | ---- | ------- |
| Goud   | Yoshiko Sakamoto    | JPN  | 2:37.47 |
| Zilver | Nicola Spirig       | SUI  | 2:46.09 |
| Brons  | Mary Fardell        | AUS  | 2:46.39 |
| 4      | Daniela Aeschbacher | SUI  | 2:47.38 |
| 5      | Jeannine Kaskel     | GER  | 2:51.45 |
| 6      | Astrid Muller       | SUI  | 2:53.18 |
| 7      | Jutta Brod          | GER  | 2:53.43 |
| 8      | Nicole Frohlich     | SUI  | 2:54.13 |
| 9      | Michele Gantner     | SUI  | 2:54.22 |
| 10     | Corinne Velthuijs   | SUI  | 2:54.59 |

2003 ·
2004 ·
2005 ·
2006 ·
2007 ·
2008 ·
2009 ·
2010 ·
2011 ·
2012 ·
2013 ·
2014 ·
2015 ·
2016 ·
2017